# Số bình quân
Trong thống kê, số bình quân có hai nghĩa có liên quan:
- số  bình quân theo nghĩa thông thường, được gọi chính xác hơn là số bình quân số học để phân biệt với số bình quân nhân hay số bình quân điều hòa. Nó còn được gọi là số bình quân của mẫu.
- giá trị kỳ vọng của một biến ngẫu nhiên, còn được gọi là số bình quân của tổng thể chung (population mean).

Bên cạnh Thống kê, các số bình quân còn được dùng trong hình học và phân tích (và thường được gọi là trung bình); nhiều loại trung bình đã được phát triển cho các mục tiêu này (chúng ít được dùng trong Thống kê.) Xem mục Các loại trung bình khác để có một danh sách các trung bình.
Số bình quân mẫu thường được dùng với vai trò ước lượng xu hướng trung tâm chẳng hạn số bình quân của tổng thể chung. Tuy nhiên, người ta còn sử dụng các ước lượng khác. Ví dụ, số trung vị tốt hơn số bình quân mẫu trong vai trò ước lượng xu hướng trung tâm.
Với một biến ngẫu nhiên giá trị thực X, số bình quân là giá trị kỳ vọng của X. Nếu không tồn tại giá trị kỳ vọng thì biến ngẫu nhiên không có số bình quân.
Đối với một tập dữ liệu, số bình quân là chỉ đơn giản là tổng tất cả các quan sát chia cho số quan sát.
Một khi ta đã chọn phương pháp này để mô tả phương sai tương đối (communality) của một tập dữ liệu, ta thường dùng độ lệch chuẩn để mô tả sự khác nhau của các quan sát.
Độ lệch chuẩn là căn bậc hai của phương sai cho biết bình quân giá trị của các lượng biến cách giá trị trung bình chung là bao nhiêu đơn vị.
Giá trị trung bình là giá trị duy nhất mà quanh đó tổng bình phương các độ lệch là nhỏ nhất.
Nếu ta tính tổng bình phương các độ lệch từ một cách đo xu hướng trung tâm bất kỳ nào khác, ta sẽ được một giá trị lớn hơn kết quả tương ứng của số bình quân. Đó là lý do mà độ lệch tiêu chuẩn và số bình quân thường được đặt cạnh nhau trong các báo cáo thống kê.
Một cách đo độ phân tán khác là độ lệch trung bình, tương đương với trung bình của độ lệch tuyệt đối từ giá trị trung bình. Cách đo này ít nhạy cảm với các giá trị ngoại lệ hơn, nhưng lại khó lần ngược hơn khi ta kết hợp các tập dữ liệu.
Lưu ý rằng không phải phân bố xác suất nào cũng có một giá trị trung bình hay phương sai,  phân bổ Cauchy là một ví dụ.
Sau đây là tóm tắt của một số phương pháp tính số bình quân của một tập gồm n số. Xem giải thích cho các ký hiệu tại Bảng ký hiệu toán học.

## Số bình quân số học

Phân biệt các số yếu vị, trung vị, và bình quân trong một phân bố xác suất.

Số bình quân số học là số bình quân tiêu chuẩn, thường chỉ được gọi ngắn gọn là "số bình quân" hoặc "trung bình".
{\displaystyle {\bar {x}}={1 \over n}\sum _{i=1}^{n}{x_{i}}}
Số bình quân này thường bị nhầm lẫn với số trung vị hoặc mode. Số bình quân số học là trung bình số học của một tập giá trị hoặc một phân bố; tuy nhiên, với các phân bố xiên, giá trị trung bình không nhất thiết trùng với giá trị nằm giữa (số trung vị), hay mode. Ví dụ, thu nhập bình quân bị lệch lên trên do một số ít người có thu nhập rất lớn, và đa số có thu nhập thấp hơn bình quân. Ngược lại, thu nhập trung vị nằm tại vị trí mà có một nửa dân số nằm trên và nửa kia nằm dưới nó. Thu nhập mode là thu nhập thường gặp nhất, nó thiên về số đông với thu nhập thấp hơn. Số trung vị hay mode thường là các độ đo trực quan hơn của các dữ liệu có dạng như vậy.
Có nghĩa là, nhiều phân bố xiên, chẳng hạn phân phối mũ và phân bổ Poisson, được mô tả tốt nhất bởi số bình quân.

### Ví dụ
Một thực nghiệm cho kết quả là dữ liệu: 34,27,45,55,22,34
Cách tính trung bình cộng
1. Có 6 phần tử. Do đó n=6
2. Tính tổng tất cả các phần tử, ta được 217
3. Để tính trung bình cộng, ta chia tổng trên cho n để được 217/6=36.17

## Số bình quân nhân
Số bình quân nhân là số bình quân hữu ích cho các tập số mà được quan tâm nhiều đến tích của chúng. Ví dụ: tỉ lệ tăng trưởng.
{\displaystyle {\bar {x}}={\sqrt[{n}]{\prod _{i=1}^{n}{x_{i}}}}}

### Ví dụ
Một thực nghiệm cho kết quả là dữ liệu: 34,27,45,55,22,34
Cách tính số bình quân nhân
1. Có 6 phần tử. Do đó n=6
2. Tính tích của mọi phần tử, ta được 1699493400.
3. Để tính số bình quân nhân, ta lấy căn bậc n (6) của tích, và được 34.5451100372

## Số bình quân điều hòa
Số bình quân điều hòa là một số bình quân hữu ích cho các tập số được định nghĩa trong quan hệ với một đơn vị nào đó, ví dụ vận tốc (khoảng cách đi được trong mỗi đơn vị thời gian).
{\displaystyle {\bar {x}}={\frac {n}{\sum _{i=1}^{n}{\frac {1}{x_{i}}}}}}

### Ví dụ
Một thực nghiệm cho kết quả là dữ liệu: 34,27,45,55,22,34
Cách tính số bình quân điều hòa
1. Có 6 phần tử. Do đó n=6
2. Tính tổng tại biểu thức mẫu số, ta được 0.181719152307
3. Lấy giá trị nghịch đảo của tổng đó, ta được 5.50299727522
4. Để tính số bình quân điều hòa, ta nhân giá trị trên với n để được 33.0179836513

## Số bình quân lũy thừa
Số bình quân lũy thừa là tổng quát hóa của số bình quân số học, số bình quân nhân, và số bình quân điều hòa. Nó được định nghĩa bằng công thức
{\displaystyle {\bar {x}}(m)={\sqrt[{m}]{{\frac {1}{n}}\sum _{i=1}^{n}{x_{i}^{m}}}}}
Bằng cách chọn các giá trị thích hợp cho tham số m ta có thể thu được số bình quân số học (m = 1), số bình quân nhân (m → 0) hay số bình quân điều hòa điều hòa (m = −1)
Số bình quân này có thể được tổng quát hóa hơn nữa để có số bình quân-f suy rộng (generalized f-mean)
{\displaystyle {\bar {x}}=f^{-1}\left({{\frac {1}{n}}\sum _{i=1}^{n}{f(x_{i})}}\right)}
lựa chọn thích hợp cho hàm f(x) nghịch đảo được sẽ cho ra số bình quân số học với f(x) = x, số bình quân nhân với  f(x) = log(x), hay số bình quân điều hòa với f(x) = 1/x.

## Số bình quân gia quyền
Số bình quân gia quyền được sử dụng khi ta muốn kết hợp các số bình quân từ các mẫu  với các kích thước khác nhau từ cùng một tổng thể chung:
{\displaystyle {\bar {x}}={\frac {\sum _{i=1}^{n}{w_{i}\cdot x_{i}}}{\sum _{i=1}^{n}{w_{i}}}}}
Các trọng số {\displaystyle w_{i}} biểu diễn biên của mẫu i. Trong các ứng dụng khác, chúng biểu diễn một độ đo độ tin cậy của ảnh hưởng của mẫu lên trung bình bằng các giá trị tương ứng.

## Trung bình cụt
Đôi khi một tập số (dữ liệu) có thể bị lẫn các giá trị ngoại lệ không chính xác, nghĩa là các giá trị quá lớn hoặc quá nhỏ. Trong trường hợp đó, người ta có thể sử dụng một trung bình cụt (truncated mean). Trung bình cụt được tính băng cách: loại bỏ các phần dữ liệu tại đỉnh hoặc đáy dữ liệu, thường là các lượng như nhau tại mỗi đầu, rồi lấy trung bình cộng của phần dữ liệu còn lại. Số giá trị bị loại bỏ được ghi dưới dạng tỷ lệ phần trăm của tổng số giá trị.

## Trung bình khoảng tứ phân vị
Trung bình khoảng tứ phân vị (interquartile mean) là một ví dụ về một trung bình cụt. Đó chẳng qua là trung bình cộng sau khi đã loại bỏ phần tư giá trị nhỏ nhất và lớn nhất.
{\displaystyle {\bar {x}}={2 \over n}\sum _{i=(n/4)+1}^{3n/4}{x_{i}}}
giả thiết rằng các giá trị đã được sắp xếp.

## Trung bình của một hàm
Trong giải tích, đặc biệt là giải tích đa biến, trung bình của một hàm được định nghĩa một cách lỏng lẻo là giá trị bình quân của hàm trên miền xác định của nó. Nếu là đơn biến, hàm {\displaystyle f(x)} trên khoảng (a,b) được định nghĩa là
{\displaystyle {\bar {f}}={\frac {1}{b-a}}\int _{a}^{b}f(x)dx.}
(Xem thêm Định lý giá trị trung bình.) Trong trường hợp có nhiều biến, trung bình trên một miền compac tương đối U trong một không gian Ơclid được định nghĩa là
{\displaystyle {\bar {f}}={\frac {1}{{\hbox{Vol}}(U)}}\int _{U}f.}
Đó là suy rộng của trung bình cộng. Ngoài ra, còn có thể tổng quát hóa trung bình nhân cho các hàm số bằng cách định nghĩa trung bình nhân của hàm f là
{\displaystyle \exp \left({\frac {1}{{\hbox{Vol}}(U)}}\int _{U}\log f\right)}
Tổng quát hơn, trong lý thuyết độ đo (measure theory) và lý thuyết xác suất, cả hai loại trung bình đều đóng vai trò quan trọng.

## Các loại trung bình khác
- Arithmetic-geometric mean
- Arithmetic-harmonic mean
- Cesàro mean
- Chisini mean
- Geometric-harmonic mean
- Heronian mean
- Identric mean
- Lehmer mean
- Quadratic mean
- root mean square
- Stolarsky mean
- weighted geometric mean
- weighted harmonic mean
- Rényi's entropy (a generalized f-mean)